# Stanley, a szerencse fia (regény)
Stanley, a szerencse fia (eredeti cím: Holes) Louis Sachar 1998-ban megjelent, nyolc irodalmi díjat nyert, 9-12 éves korosztálynak szánt ifjúsági regénye. Magyarországon 2000-ben jelent meg először, Lacza Katalin fordításában, az Animus Kiadó gondozásában. 2016-ban Stanley kincse címen is megjelent, Loósz Vera fordításában, a Maxim Könyvkiadónál.
A regény története rövid bepillantást enged egy nevelőotthon életébe, ahol szigorú szabályok szerint élnek azok a gyerekek, akiket általában az utcáról gyűjtött be a rendőrség.
A regényből Andrew Davis rendezésében sikeres filmadaptációt készített a Walt Disney Pictures, a főbb szerepekben Shia LaBeouf, Sigourney Weaver és Jon Voight látható. A filmet 2003-ban mutatták be a mozik, a könyvvel azonos címmel. Shia LaBeouf számára ez volt az első mozifilm, amiben szerepet kapott.
A könyv Small Steps című folytatása magyarul Carla nem adja fel címen jelent meg, Pálfalvi Ilona fordításában, az Animus Kiadónál.

## Magyarul
- Stanley, a szerencse fia; ford. Lacza Katalin; Animus, Bp., 2000
- Stanley kincse; ford. Loósz Vera; Maxim, Szeged, 2016 (Delfin könyvek)